# Milt Palacio
Milton Sigmund Palacio, detto Milt (Los Angeles, 7 febbraio 1978), è un ex cestista e allenatore di pallacanestro statunitense naturalizzato beliziano, professionista nella NBA e in Europa.

## Carriera
Con il Belize ha disputato due edizioni dei Campionati centramericani (1999, 2010).

## Palmarès
- Campionato serbo: 1

Partizan Belgrado: 2007-08
- Campionato spagnolo: 1

Saski Baskonia: 2009-10
- Coppa di Serbia: 1

Partizan Belgrado: 2008
- Lega Adriatica: 1

Partizan Belgrado: 2007-08